# FC Haka 2011
Questa voce raccoglie le informazioni riguardanti l'FC Haka nelle competizioni ufficiali della stagione 2011.

## Stagione
Nella stagione 2011 l'Haka ha disputato la Veikkausliiga, massima serie del campionato finlandese di calcio, terminando il torneo al decimo posto con 37 punti conquistati in 33 giornate, frutto di 10 vittorie, 7 pareggi e 16 sconfitte. In Suomen Cup è stato eliminato ai quarti di finale dal KuPS. In Liigacup è stato subito eliminato alla fase a gironi perdendo tutte e sei le partite.

## Rosa
| N. |                         | Ruolo | Calciatore              |
| -- | ----------------------- | ----- | ----------------------- |
| 1  | Finlandia (bandiera)    | P     | Saku Pesonen            |
| 2  | Haiti (bandiera)        | D     | Regillio Nooitmeer      |
| 3  | Finlandia (bandiera)    | D     | Mikko-Petteri Latosaari |
| 4  | Finlandia (bandiera)    | D     | Juuso Salonen           |
| 5  | Irlanda (bandiera)      | C     | Shane Robinson          |
| 6  | Finlandia (bandiera)    | D     | Timi Lahti              |
| 7  | Finlandia (bandiera)    | C     | John Weckström          |
| 8  | Finlandia (bandiera)    | C     | Marco Matrone           |
| 9  | Sierra Leone (bandiera) | A     | Obi Metzger             |
| 11 | Sierra Leone (bandiera) | C     | Mohamed Koroma          |
| 12 | Finlandia (bandiera)    | P     | Ville Kauppinen         |

| N. |                      | Ruolo | Calciatore       |
| -- | -------------------- | ----- | ---------------- |
| 13 | Finlandia (bandiera) | C     | Aleksi Nieminen  |
| 15 | Finlandia (bandiera) | C     | Jaakko Juuti     |
| 16 | Finlandia (bandiera) | A     | Pekka Sihvola    |
| 17 | Finlandia (bandiera) | A     | Kalle Multanen   |
| 18 | Perù (bandiera)      | D     | Josef Chavez     |
| 19 | Finlandia (bandiera) | A     | Kasperi Ojala    |
| 20 | Finlandia (bandiera) | C     | Juha Pirinen     |
| 22 | Finlandia (bandiera) | D     | Jarno Mattila    |
| 23 | Finlandia (bandiera) | A     | Albert Kuqi      |
| 30 | Finlandia (bandiera) | P     | Markus Koljander |

## Statistiche

### Statistiche di squadra
| Competizione  | Punti | In casa | In casa | In casa | In casa | In casa | In casa | In trasferta | In trasferta | In trasferta | In trasferta | In trasferta | In trasferta | Totale | Totale | Totale | Totale | Totale | Totale | DR  |
| Competizione  | Punti | G       | V       | N       | P       | Gf      | Gs      | G            | V            | N            | P            | Gf           | Gs           | G      | V      | N      | P      | Gf     | Gs     | DR  |
| ------------- | ----- | ------- | ------- | ------- | ------- | ------- | ------- | ------------ | ------------ | ------------ | ------------ | ------------ | ------------ | ------ | ------ | ------ | ------ | ------ | ------ | --- |
| Veikkausliiga | 37    | 16      | 5       | 3       | 8       | 15      | 25      | 17           | 5            | 4            | 8            | 21           | 35           | 33     | 10     | 7      | 16     | 36     | 60     | -24 |
| Suomen Cup    | -     | 1       | 0       | 0       | 1       | 0       | 2       | 3            | 2            | 1            | 0            | 6            | 0            | 4      | 2      | 1      | 1      | 6      | 2      | +4  |
| Liigacup      | -     | 3       | 0       | 0       | 3       | 0       | 6       | 3            | 0            | 0            | 3            | 2            | 11           | 6      | 0      | 0      | 6      | 2      | 17     | -15 |
| Totale        | -     | 20      | 5       | 3       | 12      | 15      | 33      | 23           | 7            | 5            | 11           | 29           | 46           | 43     | 12     | 8      | 23     | 44     | 79     | -35 |